# Trypofobie
Trypofobie is een vermeende angst voor objecten met kleine gaten, zoals bijenkorven, mierenhopen en kopjes van lotuszaad. De term werd voor het eerst gebruikt in 2005 en is een combinatie van het Griekse trypo (perforeren of boren van gaten) en fobie. Hoewel de fobie niet officieel erkend is en niet is opgenomen in de Diagnostic and Statistical Manual of Mental Disorders van de American Psychiatric Association, beweren duizenden eronder te lijden.

## Onderzoek
Er is weinig onderzoek naar deze veronderstelde fobie gedaan; de onderzoekers Arnold Wilkins en Geoff Cole beweren de eersten te zijn die trypofobie wetenschappelijk hebben onderzocht. Volgens hun onderzoek is de reactie die mensen te zien zouden geven bij het aanschouwen van gaten gebaseerd op een biologische afkeer en niet op een aangeleerde culturele angst. In een onderzoeksartikel dat ze schreven voor het wetenschappelijk tijdschrift Psychological Science wordt uitgelegd dat het fenomeen gebaseerd is op een hersenreactie die de vormen associeert met gevaar. Volgens het artikel reageren proefpersonen op onder andere gatenpatronen in huid, vlees, hout, planten, koralen, sponzen, schimmels, gedroogde zaaddozen en honingraten. De oorzaken die de proefpersonen noemen voor hun gevoelens van afkeer zijn "dat de gaten er walgelijk uitzien", "dat ze in de gaten zouden kunnen vallen" of "dat er iets zou kunnen leven in deze gaten".

## Symptomen
Lijders aan trypofobie vertonen symptomen die vergelijkbaar zijn met andere specifieke fobieën. Ze variëren van mild tot ernstig en kunnen omvatten: zweten, tachycardie, benauwdheid, duizeligheid, misselijkheid, beven, gevoel van flauwvallen en paniekaanvallen. Andere symptomen zijn hoofdpijn, spierspanning, vermoeidheid en maag-darmstoornissen.
Ernst en combinatie van symptomen kunnen van persoon tot persoon verschillen. Trypofobie wordt niet officieel erkend als fobie in de Diagnostic and Statistical Manual of Mental Disorders (DSM-5), maar het is wel een onderwerp van studie en onderzoek.